# جون جونسون
جون جونسون (بالإنجليزية: John Bertrand Johnson)‏ (و. 1887 – 1970 م) هو فيزيائي، ومهندس من الولايات المتحدة الأمريكية . ولد في غوتنبرغ .

## التعليم
تعلم في جامعة ييل

## جوائز
حصل على جوائز منها:
- IEEE David Sarnoff Award [الإنجليزية]‏.